# Archibald Primrose, IV conte di Rosebery
Archibald John Primrose, IV conte di Rosebery (14 ottobre 1783 – 4 marzo 1868), è stato un nobile e politico britannico.

## Biografia

### Infanzia ed educazione
Era il figlio di Neil Primrose, III conte di Rosebery, e di sua moglie, Mary Vincent. Studiò presso il Pembroke College.

### Carriera politica
Era un deputato per Helston (1805-1806) e Cashel (1806-1807). Succedette alla contea nel 1814, ed è stato creato Barone Rosebery, nella Paria del Regno Unito, nel 1828. È stato nominato Consigliere Privato nel 1831.

## Matrimoni

### Primo Matrimonio
Sposò, il 20 maggio 1808, Harriett Bouverie (?-9 dicembre 1834), figlia di Bartholemew Bouverie e di Mary Wyndham Arundell. Ebbero quattro figli:
- Archibald John Primrose, Lord Dalmeny (2 ottobre 1809-23 gennaio 1851);
- Lady Harriet Primrose (13 ottobre 1810-?), sposò Sir John Wallace-Dunlop, non ebbero figli;
- Lady Mary Anne Primrose (23 aprile 1812-19 maggio 1826);
- Lord Bouverie Francis Primrose (19 settembre 1813-20 marzo 1898), sposò Frederica Sophia Anson, ebbero una figlia.

La coppia divorziò nel 1815.

### Secondo Matrimonio
Sposò, il 12 agosto 1819, Anne Margaret Anson (3 ottobre 1796-19 agosto 1882), figlia di Thomas Anson, I visconte Anson. Ebbero due figlie:
- Lady Anne Primrose (22 agosto 1820-17 settembre 1862), sposò Henry Tufnell, non ebbero figli;
- Lady Louisa Primrose (4 maggio 1822-23 marzo 1870).